# トマス・ライアン＝ボーズ (第11代ストラスモア＝キングホーン伯爵)
第11代ストラスモア＝キングホーン伯爵トマス・ライアン＝ボーズ（英語: Thomas Lyon-Bowes, 11th Earl of Strathmore and Kinghorne、1773年5月3日 – 1846年8月27日）は、スコットランド貴族。

## 生涯
第9代ストラスモア＝キングホーン伯爵ジョン・ボーズとメアリー・エレノア・ボーズの三男として、1773年5月3日に生まれた。
1806年12月26日に次兄ジョージが死去すると、ポールズ・ウォルデンの領地を継承した。
1810年、レスターシャー州長官を務めた。
1820年7月3日に兄ジョンが死去すると、ストラスモア＝キングホーン伯爵の爵位を継承した。
1846年8月27日に死去、息子トマス・ジョージが早世したため孫トマス・ジョージが爵位を継承した。

## 家族
1800年1月1日、メアリー・エリザベス・ルイーサ・ロドニー・カーペンター（Mary Elizabeth Louisa Rodney Carpenter、ジョージ・カーペンターの娘）と結婚、1男1女を儲けた。
- トマス・ジョージ（1801年 – 1834年） - 第12代ストラスモア＝キングホーン伯爵トマス・ジョージ・ライアン＝ボーズと第13代ストラスモア＝キングホーン伯爵クロード・ボーズ＝ライアンの父。このほかに夭折した息子トマス（英語版）をもうけている
- メアリー・イサベラ（1802年8月8日 – 1836年9月11日） - 1824年8月8日、ジョン・ウォルポール・ウィリス（John Walpole Willis）と結婚したが、1833年に離婚

1812年、エリーザ・ノースコート（Eliza Northcote）と再婚、1女を儲けた。
- サラ（1813年8月8日 – 1847年6月6日） - 1834年11月2日にジョージ・オーガスタス・キャンベル（George Augustus Campbell、1841年11月7日没）と結婚、1843年7月13日にチャールズ・フィリップ・エインズリー（Charles Philip Ainslie）と再婚

1817年12月8日、マリアンナ・チープ（Marianna Cheape、1849年10月23日没、ジョン・チープの娘）と再婚した。